# 俄羅斯駐加拿大大使館
俄罗斯驻加拿大大使馆是俄罗斯驻加拿大的外交代表机构，位于夏洛特街285号，它也位於维尔纳·恩斯特·诺夫克建造的劳里尔大道的东端。南面是斯特拉斯科纳公园，东面是里多河。俄罗斯还在多伦多和蒙特利尔设有总领事馆。